# The Super League
Super League (tên pháp lý: European Super League Company, SL), còn được gọi là European Super League (ESL), là một giải đấu bóng đá cấp câu lạc bộ hàng năm theo kế hoạch sẽ được tranh tài bởi một nhóm độc quyền gồm 20 câu lạc bộ bóng đá châu Âu. Là một giải đấu ly khai, Super League được lên kế hoạch để cạnh tranh hoặc thay thế UEFA Champions League, giải đấu bóng đá cấp câu lạc bộ hàng đầu châu Âu do UEFA tổ chức. Florentino Pérez là chủ tịch đầu tiên của giải đấu.
Sau nhiều đồn đoán về sự hình thành của một "European Super League", giải đấu này đã được thành lập bởi 12 câu lạc bộ vào tháng 4 năm 2021, với ba câu lạc bộ dự kiến sẽ tham gia. 15 "câu lạc bộ sáng lập" này là những người tham gia lâu dài trong cuộc thi mà họ sẽ điều hành. Thêm năm đội sẽ có thể đủ điều kiện tham gia giải đấu hàng năm dựa trên thành tích của họ trong mùa giải trước. Theo tổ chức, mùa giải đầu tiên sẽ bắt đầu "càng sớm càng tốt" với các cuộc đàm phán về nó sẽ bắt đầu trước hoặc trong tháng 8 năm 2021.
Việc công bố European Super League đã vấp phải sự phản đối rộng rãi từ người hâm mộ, cầu thủ, nhà quản lý, chính trị gia và các câu lạc bộ khác ở Anh, quốc gia có nhiều đại diện nhất trong dự án. Việc này cũng gây ra sự phản đối của UEFA, FIFA và chính phủ một số quốc gia. Phần lớn những lời chỉ trích chống lại ESL là do lo ngại về chủ nghĩa tinh hoa và sự thiếu tính cạnh tranh trong giải đấu, vì nó sẽ chỉ bao gồm các đội bóng cấp cao từ một số quốc gia châu Âu. Phản ứng dữ dội chống lại việc thành lập giải đấu đã dẫn đến 9 trong số các câu lạc bộ liên quan, bao gồm cả sáu câu lạc bộ của Anh, tuyên bố rút lui. Các thành viên còn lại của ESL sau đó đã thông báo rằng họ sẽ định hình lại dự án. Ba ngày sau, ESL thông báo tạm ngừng hoạt động, trong khi một tranh chấp pháp lý xảy ra sau đó.

## Lịch sử
Vào năm 2018, Pérez đã bắt đầu thảo luận với các câu lạc bộ khác ở châu Âu, chủ yếu là các câu lạc bộ từ Tây Ban Nha, Anh và Ý, về ý tưởng của một cuộc thi ly khai cũng sẽ cung cấp sự hỗ trợ tài chính mạnh mẽ cho tất cả các câu lạc bộ tham gia. Các câu lạc bộ tham gia trong các cuộc thảo luận, được tiến hành bí mật, chủ yếu tập trung vào việc tìm ra các lựa chọn cho giải đấu, trừ khi UEFA đưa ra những cải cách mới cho Champions League mà họ cũng có thể chấp nhận được. Nhu cầu về một cuộc thi mới tăng lên vào năm 2020, khi các câu lạc bộ bóng đá tên tuổi bắt đầu gặp khó khăn về tài chính do đại dịch COVID-19, đặc biệt là với các khoản nợ liên tục; Real Madrid của Pérez nằm trong số những câu lạc bộ bị ảnh hưởng nặng nề nhất về mặt tài chính bởi đại dịch ở Tây Ban Nha, khiến ông nâng tầm ý tưởng này thành hiện thực. Cuộc cạnh tranh mới cuối cùng đã thu hút sự quan tâm từ gã khổng lồ ngân hàng đầu tư của Mỹ JPMorgan Chase, tổ chức đã cam kết 5 tỷ đô la Mỹ đối với sự hình thành của giải.

## Thành lập
Vào ngày 18 tháng 4 năm 2021, trước cuộc họp của Ủy ban điều hành UEFA nhằm mục đích cải tiến và mở rộng UEFA Champions League vào mùa giải 2024–25 để tăng số lượng trận đấu và doanh thu, Pérez đã thông báo về việc thành lập European Super League (ESL) thông qua một thông cáo báo chí của mười hai câu lạc bộ đã đăng ký tham gia, bao gồm cả các câu lạc bộ đến từ Anh (Arsenal, Chelsea, Liverpool, Manchester City, Manchester United và Tottenham Hotspur), Ý (Inter Milan, Juventus và Milan), và Tây Ban Nha (Atlético Madrid, Barcelona và Real Madrid).
Trong nội dung thông cáo, Pérez bày tỏ hy vọng cuộc thi mới sẽ "cung cấp các trận đấu chất lượng cao hơn và nguồn tài chính bổ sung cho kim tự tháp bóng đá tổng thể", cung cấp "tăng trưởng kinh tế lớn hơn đáng kể và sự hỗ trợ cho bóng đá châu Âu thông qua cam kết lâu dài về các khoản thanh toán đoàn kết không giới hạn sẽ phát triển theo doanh thu của giải đấu", kêu gọi một thế hệ người hâm mộ bóng đá trẻ mới, đồng thời cải thiện VAR và trọng tài.

## Câu lạc bộ sáng lập
12 câu lạc bộ đã được công bố là thành viên sáng lập của cuộc thi, với ba câu lạc bộ nữa sẽ tham gia trước mùa khai mạc. Các câu lạc bộ này bao gồm "Big Six" của Anh, cũng như ba câu lạc bộ Tây Ban Nha và ba câu lạc bộ Ý. 15 câu lạc bộ sáng lập sẽ là những người tham gia lâu dài trong cuộc thi và sẽ điều hành tổ chức. Tại thời điểm công bố, 10 trong số các câu lạc bộ sáng lập nằm trong top 14 của bảng xếp hạng hệ số câu lạc bộ của UEFA, chỉ có Inter Milan (thứ 26) và Milan (thứ 53) nằm ngoài top 14.
- Arsenal
- Chelsea
- Liverpool
- Manchester City
- Manchester United
- Tottenham Hotspur
- Inter Milan
- Juventus
- Milan
- Atlético Madrid
- Barcelona
- Real Madrid

## Thể thức thi đấu
Lấy cảm hứng từ EuroLeague của bóng rổ châu Âu, cuộc thi được đề xuất sẽ bao gồm hai mươi câu lạc bộ thi đấu với nhau; mười lăm trong số này sẽ là thành viên thường trực, được gọi là "câu lạc bộ sáng lập", những người sẽ điều hành hoạt động của cuộc thi, trong khi năm suất sẽ được trao cho các câu lạc bộ thông qua cơ chế vòng loại tập trung vào những đội có thành tích tốt nhất trong mùa giải quốc nội gần đây nhất. Mỗi mùa, các đội được chia thành hai bảng mười đội, thi đấu sân nhà và sân khách theo thể thức vòng tròn hai lượt, với các trận đấu được diễn ra vào giữa tuần để tránh làm gián đoạn sự tham gia của các câu lạc bộ trong các giải đấu quốc nội của họ. Kết thúc vòng bảng, ba đội đứng đầu mỗi bảng sẽ giành quyền vào tứ kết, trong khi các đội xếp thứ tư và thứ năm của mỗi bảng sẽ thi đấu play-off hai lượt để quyết định hai đội cuối cùng vào tứ kết. Phần còn lại của cuộc thi sẽ diễn ra trong khoảng thời gian bốn tuần vào cuối mùa giải, với các trận tứ kết và bán kết trong hai lượt, trong khi trận chung kết sẽ được diễn ra qua một lượt duy nhất tại một địa điểm trung lập. Mỗi mùa giải sẽ có tổng cộng 197 trận đấu (180 trận ở vòng bảng và 17 trận ở vòng loại trực tiếp).
Vào ngày 15 tháng 10 năm 2021, đã có thông báo rằng Công ty European Super League, do Real Madrid, Barcelona và Juventus dẫn đầu, đang lên kế hoạch cho một giải đấu mở với hai giải đấu gồm 20 câu lạc bộ mỗi giải, dự định cạnh tranh với Champions League và Europa League.
== Tiền thưởng và hợp đồng ràng buộc == k có

## Lãnh đạo
Những người dưới đây đã được xác nhận là lãnh đạo của giải đấu.
| Vị trí       | Tên              | Vị trí khác                         |
| ------------ | ---------------- | ----------------------------------- |
| Chủ tịch     | Florentino Pérez | Chủ tịch Real Madrid CF             |
| Phó Chủ tịch | Andrea Agnelli   | Chủ tịch điều hành của Juventus     |
| Phó Chủ tịch | Joel Glazer      | Đồng chủ tịch của Manchester United |
| Phó Chủ tịch | John W. Henry    | Chủ sở hữu của Liverpool            |
| Phó Chủ tịch | Stan Kroenke     | Chủ sở hữu của Arsenal              |

## Đánh giá và chỉ trích

### Các cơ quan quản lý bóng đá
ESL hình thành đã dẫn đến sự lên án rộng rãi từ UEFA, Hiệp hội bóng đá và Premier League của Anh, Liên đoàn bóng đá Ý và Lega Serie A của Ý, Liên đoàn bóng đá Hoàng gia Tây Ban Nha và La Liga của Tây Ban Nha. Tất cả các cơ quan quản lý đã đưa ra một tuyên bố chung với ý định ngăn chặn cuộc thi mới tiếp tục tiến hành, với cảnh báo của UEFA rằng bất kỳ câu lạc bộ nào tham gia vào Super League sẽ bị cấm tham dự tất cả các giải đấu bóng đá trong nước, châu Âu và thế giới khác, và các cầu thủ từ các câu lạc bộ liên quan cũng sẽ bị cấm đại diện cho các đội tuyển quốc gia của họ trong các trận đấu quốc tế. Bên cạnh đó, Liên đoàn bóng đá Pháp và Ligue de Football Professionnel của Pháp, Liên đoàn bóng đá Đức và Deutsche Fußball Liga của Đức, cũng như Giải ngoại hạng Nga và Liên đoàn bóng đá Nga đã đưa ra các tuyên bố tương tự phản đối đề xuất này.
UEFA bắt đầu xem xét ngay lập tức việc thực hiện các cải cách đối với Champions League với một nỗ lực trị giá 6 tỷ euro để ngăn cản đề xuất tiếp tục phát triển. Premier League và Liên đoàn bóng đá Anh đã đưa ra một tuyên bố "nhất trí và mạnh mẽ" phản đối giải đấu ly khai nhưng bác bỏ việc cấm sáu câu lạc bộ ly khai khỏi các giải đấu trong nước và không muốn có hành động pháp lý chống lại họ.
Hiệp hội Câu lạc bộ Châu Âu (ECA) đã tổ chức một cuộc họp khẩn cấp và sau đó tuyên bố phản đối kế hoạch này. Andrea Agnelli, cũng là thành viên của Ủy ban điều hành UEFA, cùng với các câu lạc bộ sáng lập của Super League, đã không tham dự cuộc họp ảo. Agnelli sau đó đã từ chức chủ tịch ECA và thành viên Ủy ban điều hành UEFA, với tất cả mười hai câu lạc bộ Super League cũng rời khỏi ECA. FIFA sau đó bày tỏ sự không đồng tình sau làn sóng phản đối tiêu cực đối với đề xuất của ESL, cùng với chủ tịch Ủy ban Olympic Quốc tế Thomas Bach. Chủ tịch FIFA Gianni Infantino nêu rõ trong bài phát biểu tại Đại hội UEFA năm 2021 ở Montreux, Thụy Sĩ, đáp lại lời đề nghị và nỗ lực của các câu lạc bộ trong việc duy trì các giải đấu trong nước của họ: "Nếu một số người quyết định đi theo con đường riêng của họ thì họ phải sống với hậu quả của sự lựa chọn của họ, họ phải chịu trách nhiệm về sự lựa chọn của mình. Hoặc gia nhập, hoặc đứng ngoài. Không có chuyện đứng chân trong chân ngoài." 

### Chính trị gia và chính phủ
Nhiều chính trị gia đã bày tỏ sự phản đối đối với các đề xuất trên khắp châu Âu, nổi bật nhất là đến từ chính phủ Ạnh Thủ tướng Anh Boris Johnson gọi các đề xuất này là "rất có hại cho bóng đá" và cam kết đảm bảo rằng nó "không đi theo cách mà nó hiện đang được đề xuất", một quan điểm được sự ủng hộ của Lãnh đạo phe đối lập Keir Starmer. Ngoài ra, Bộ trưởng Văn hóa Oliver Dowden cho biết trong một tuyên bố trước Hạ viện rằng "động thái này đi ngược lại với tinh thần của trò chơi", và cam kết sẽ làm "bất cứ điều gì cần thiết" để ngăn các câu lạc bộ Anh tham gia.
Tổng thống Pháp Emmanuel Macron bày tỏ sự ủng hộ đối với lập trường của UEFA, nêu rõ: "Nhà nước Pháp sẽ hỗ trợ tất cả các bước thực hiện của LFP, FFF, UEFA và FIFA để bảo vệ tính toàn vẹn của các giải đấu, cho dù là quốc gia hay châu Âu". Chính phủ Tây Ban Nha đã đưa ra một tuyên bố rằng họ "[không] ủng hộ sáng kiến thành lập Super League được quảng bá bởi các câu lạc bộ châu Âu khác nhau, bao gồm cả các câu lạc bộ Tây Ban Nha."  Thủ tướng Ý Mario Draghi cũng ủng hộ UEFA trong quyết định của họ, nói rằng ông "ủng hộ mạnh mẽ quan điểm của các cơ quan quản lý bóng đá Ý và châu Âu." 

### Các câu lạc bộ không liên quan
Bayern Munich, Borussia Dortmund và Paris Saint-Germain đã được ESL tìm cách gia nhập; Bayern Munich và Borussia Dortmund có 30 ngày và Paris Saint-Germain 14 ngày để tham gia Super League, nhưng cả ba đều từ chối tham gia vào giải đấu, lên án công khai ý tưởng này. Pérez cáo buộc rằng ba câu lạc bộ đã không được mời. Các câu lạc bộ khác của Pháp, Đức,  Bồ Đào Nha và Hà Lan được cho là đã từ chối tham gia cuộc thi.
West Ham United cho biết trên trang web của mình rằng họ phản đối mạnh mẽ Super League, nhấn mạnh nguồn gốc của tầng lớp lao động và 150 cầu thủ của học viện đã được phát triển để chơi cho đội một. Trong một tuyên bố, Everton đã chỉ trích các câu lạc bộ Big Six của Anh tham gia Super League và cáo buộc họ "phản bội" những người ủng hộ bóng đá trên khắp nước Anh. Leeds cũng gọi Liverpool trên phương tiện truyền thông xã hội là "Quỷ đỏ vùng Merseyside", ám chỉ tên không có giấy phép được sử dụng cho câu lạc bộ trong loạt trò chơi điện tử Pro Evolution Soccer. Trước trận đấu giữa các câu lạc bộ vào ngày 19 tháng 4, các cầu thủ Leeds mặc áo phông lên án giải đấu, có logo Champions League cùng dòng chữ "kiếm nó' ở mặt trước và "bóng đá dành cho người hâm mộ" ở mặt sau. Atalanta, Cagliari và Hellas Verona được cho là đã kêu gọi cấm các đội bóng Ý gia nhập Super League khỏi Serie A; Hellas Verona đã phủ nhận trong một tuyên bố đã yêu cầu lệnh cấm như vậy cùng với Atalanta và Cagliari.
Vào ngày 3 tháng 5, một bài tường thuật từ nhật báo tài chính Ý Il Sole 24 Ore lưu ý rằng dự án Super League đã chính thức được Giám đốc điều hành và cạnh tranh của Lega Serie A Andrea Butti trình bày - như một sự thay thế cho việc cải tổ Champions League do UEFA lên kế hoạch và ban đầu được áp dụng cho mùa giải 2023–24 - cho FIGC và tất cả 20 câu lạc bộ tham dự giải vô địch quốc gia trong cuộc họp được tổ chức vào ngày 16 tháng 2. Ấn phẩm chỉ ra rằng các cuộc tranh luận tương tự đã được trình bày cùng lúc bởi các thành viên ban lãnh đạo La Liga, Ngoại hạng Anh và Bundesliga cho các câu lạc bộ ở quốc gia tương ứng của họ, cũng lưu ý rằng Serie A rất thuận lợi cho dự án từ một quan điểm kinh tế và FIFA đã nhận thức được điều đó, đến mức đội vô địch Super League cuối cùng sẽ tham gia FIFA Club World Cup mới, tạm gọi là World Club Competition hoặc World League. Về vấn đề thứ hai, một báo cáo của New York Times ngày 20 tháng 5 nhấn mạnh sự tham gia của FIFA vào dự án European Super League.
Vào ngày 22 tháng 10, The Athletic đã báo cáo kết quả của cuộc khảo sát ẩn danh về các câu lạc bộ từ khắp các hiệp hội thành viên của UEFA. Theo đó, 66% câu lạc bộ phản ứng tiêu cực với thông báo của Super League và 56% câu lạc bộ cho rằng Super League sẽ ảnh hưởng tiêu cực đến câu lạc bộ của họ. Phần lớn các câu lạc bộ tin rằng ý tưởng Super League vẫn chưa biến mất và nhiều câu lạc bộ muốn thấy một Super League có sự tham gia của nhiều đội hơn từ các quốc gia khác, thiết lập hệ thống thăng hạng và xuống hạng, và phân bổ thu nhập được sửa đổi.

### Bình luận
Bất chấp những tuyên bố rằng ESL sẽ là "sự tái cấu trúc quan trọng nhất của bóng đá châu Âu kể từ khi Cúp châu Âu được thành lập" và những tuyên bố về tác động tiêu cực từ nó cũng tương tự như sự thành lập Premier League vào năm 1992, các nhà bình luận có ý kiến trái ngược nhau. Mặc dù họ lưu ý rằng cuộc thi mới sẽ loại bỏ rủi ro tài chính cho các thành viên sáng lập bằng cách hoạt động trên một thiết lập giải đấu bán kín tương tự như EuroLeague của bóng rổ, giúp loại bỏ nguy cơ các câu lạc bộ không đủ điều kiện hoặc bị xuống hạng và cung cấp cho các câu lạc bộ này một nguồn ổn định về doanh thu và giá trị gia tăng, họ cũng nhận thấy nó có những vấn đề nghiêm trọng.
Trong khi cộng tác viên của Forbes, Marc Edelman, giáo sư luật tại Đại học Thành phố New York, đã viết rằng Super League sẽ mang mô hình giải thể thao chuyên nghiệp sinh lợi của Hoa Kỳ đến châu Âu, thì Ian Nicholas Quillen, cộng tác viên bóng đá Mỹ và MLS cho Forbes, cho biết hệ thống sẽ là "sự kết hợp nham hiểm giữa các hệ thống giải đấu ['đóng' và 'mở'] nhằm làm lệch những nhược điểm của hầu hết các giải đấu đồng cấp trong nước", cung cấp cho "phần còn lại của châu Âu giải thưởng ít ỏi nhất có thể tưởng tượng được để biện minh cho việc không [cung cấp sự ổn định hoặc hỗ trợ cho tất cả những người tham gia] trong khi tích trữ lợi nhuận tiềm năng cho chính họ". Alex Webb, người phụ trách của Bloomberg News, cho rằng việc Premier League bị suy giảm do Super League cũng có thể làm tổn hại đến quyền lực mềm của nước Anh.
Các bình luận viên cũng lưu ý cách ESL có thể khiến các giải đấu trong nước trở nên không liên quan và ở cấp thấp hơn so với Super League, và nó sẽ phá hủy ý tưởng đằng sau hệ thống thăng hạng và xuống hạng; Pérez sau đó đã phản bác lại điều này với tuyên bố rằng ESL sau này sẽ có một hệ thống thăng hạng và xuống hạng. Trong một ý kiến của Henry Bushnell của Yahoo Sports, kế hoạch được đề xuất được mô tả là "đáng kinh tởm" nhưng bản thân ý tưởng đã được khen ngợi; tuy nhiên, cấu trúc thi đấu sẽ rất cần một hệ thống thăng hạng và xuống hạng dựa trên thành tích tại các giải đấu quốc nội và UEFA Champions League, và các câu lạc bộ ESL nên chia sẻ nhiều lợi nhuận hơn với các câu lạc bộ có địa vị thấp hơn. Viết trên tờ Corriere della Sera, bình luận viên thể thao người Ý Mario Sconcerti gọi Super League là "ý tưởng thô thiển đi ngược lại người hâm mộ." Nhà báo người Ý Emanuele Celeste đã nói về "một quy định không mấy trung thành với bóng đá truyền thống" và nguy cơ của những quy định mới trong tương lai liên quan đến việc chia một trận đấu thành ba hiệp thay vì hai.

### Các đài truyền hình
BT Sport của Anh, một trong những đài truyền hình nắm bản quyền UEFA Champions League và Premier League, đã lên án European Super League và nói rằng nó "có thể gây ảnh hưởng xấu đến sức khỏe lâu dài của bóng đá ở Vương quốc Anh", trong khi đối thủ cạnh tranh Sky nhắc lại rằng họ chưa tổ chức đàm phán để phát sóng giải đấu. Amazon Prime Video, công ty sở hữu quyền phát trực tuyến giải Ngoại hạng Anh ở Anh, tuyên bố họ không liên quan. DAZN xác nhận rằng họ không "tham gia hoặc quan tâm đến việc tham gia vào các cuộc thảo luận liên quan đến việc thành lập Super League và không có cuộc trò chuyện nào diễn ra."  Facebook, Inc. cũng cho biết họ không thảo luận để phát sóng Super League.
Mediapro, đơn vị nắm bản quyền La Liga và Champions League ở Tây Ban Nha, nói với Reuters rằng "các đài truyền hình sẽ không phá vỡ hợp đồng của họ với UEFA và các liên đoàn quốc gia để tham gia dự án European Super League ly khai", và cũng dự đoán rằng Super League sẽ thất bại.

### Cá nhân
Cựu cầu thủ Manchester United, đồng sở hữu hiện tại của Salford City, và bình luận viên của Sky Sports, Gary Neville, đã thu hút sự chú ý mạnh mẽ trên mạng xã hội, gọi việc thành lập là "một hành động tham lam thuần túy" và đặc biệt thất vọng trước sự tham gia của đội bóng cũ của anh; tiếp tục nói rằng các biện pháp nghiêm ngặt phải được thực hiện nhằm chống lại các câu lạc bộ sáng lập, bao gồm cả lệnh cấm tham gia các giải châu Âu và trừ điểm. Đồng đội cũ của Neville tại United, Roy Keane cho rằng hành động đó được thúc đẩy bởi tiền bạc và lòng tham, đồng thời khen ngợi Bayern Munich không tham dự.
Các cầu thủ người Bồ Đào Nha, Bruno Fernandes của Manchester United và João Cancelo của Manchester City đã trở thành những cầu thủ bóng đá đầu tiên phản đối các câu lạc bộ của họ tham gia European Super League. Tiền vệ James Milner của Liverpool đã nói trong một cuộc phỏng vấn sau trận đấu rằng anh không thích Super League và ước điều đó sẽ không xảy ra. Huấn luyện viên Jürgen Klopp của Liverpool cũng chỉ trích Super League, mặc dù ông nói rằng sẽ không từ chức mà thay vào đó sẽ "sắp xếp bằng cách nào đó" với Fenway Sports Group, những người sở hữu câu lạc bộ. Đội trưởng Liverpool Jordan Henderson đã kêu gọi một cuộc họp dành cho các đội trưởng của các câu lạc bộ Premier League để thảo luận về một phản ứng tập thể. Sau đó cùng ngày, đội hình tiêu biểu của Liverpool đã phản đối Super League trong một tuyên bố trên mạng xã hội, nêu rõ: "Chúng tôi không thích nó và chúng tôi không muốn nó xảy ra."
Huấn luyện viên Chelsea Thomas Tuchel cho biết ông tin tưởng câu lạc bộ của mình sẽ đưa ra quyết định đúng đắn liên quan đến European Super League. Huấn luyện viên của Manchester City Pep Guardiola nói thêm rằng mặc dù "nó không [thực sự] là thể thao nếu được đảm bảo thành công", UEFA "đã thất bại" trong việc phát triển môn thể thao này và các tổ chức bóng đá "nghĩ cho chính ho." 

### Thị trường chứng khoán
Sau khi European Super League được công bố, cổ phiếu của Manchester United và Juventus lần lượt tăng 9% và 19%. Sau khi Super League bị hoãn, cổ phiếu của các câu lạc bộ đã giảm đi đáng kể.

### Người hâm mộ
Football Supporters Europe (FSE) - cơ quan đại diện cho những người ủng hộ ở 45 quốc gia thuộc UEFA - đã ra tuyên bố phản đối việc thành lập Super League. Một cuộc thăm dò nhanh chóng của YouGov được tiến hành ngay sau khi giải đấu công bố cho thấy 79% người hâm mộ bóng đá Anh phản đối Super League, với chỉ 14% bày tỏ sự ủng hộ; 76% người hâm mộ các đội bóng Anh tham gia Super League cũng bày tỏ sự không đồng tình, với 20% bày tỏ sự ủng hộ. Người hâm mộ quốc tế của các câu lạc bộ có liên quan cũng như người hâm mộ bóng đá quốc tế không ủng hộ một câu lạc bộ cụ thể nào cũng ủng hộ Super League. Nhiều người hâm mộ đã chỉ trích sự tham gia của Tottenham Hotspur, vì đội này đã không giành được danh hiệu nào kể từ trận Chung kết Cúp Liên đoàn năm 2008. Các cổ động viên Barcelona đã treo một biểu ngữ trên sân Camp Nou với nội dung "Barcelona là cuộc sống của chúng tôi, không phải đồ chơi của các ông. Không chơi ở Super League."
Các hội cổ động viên từ tất cả sáu câu lạc bộ Anh phản đối giải đấu, đưa ra các tuyên bố lên án các kế hoạch và các câu lạc bộ vì sự tham gia của họ vào giải đấu. Vào ngày 19 tháng 4, một đám đông khoảng 700 người hâm mộ đã xuất hiện bên ngoài sân Elland Road bất chấp các hạn chế của COVID-19, trước trận đấu được lên lịch giữa Leeds United và Liverpool, để phản đối European Super League. Trong khi khởi động trước trận đấu, các cầu thủ Leeds United đã mặc chiếc áo có dòng chữ "Bóng đá dành cho người hâm mộ" ở một bên và "Kiếm nó" với logo Champions League ở bên kia. Những chiếc áo sơ mi được để trên băng ghế bên trong phòng thay đồ của Liverpool, nhưng các cầu thủ đã không mặc chúng. Ngoài ra, một biểu ngữ lớn được đặt phía sau một khung thành ghi "Hãy kiếm tiền trên sân cỏ, bóng đá là dành cho người hâm mộ." Athletic sau đó đã báo cáo rằng những chiếc áo này đã được Premier League chấp thuận. Vào ngày 20 tháng 4, hơn một nghìn người hâm mộ Chelsea đã tham gia các cuộc biểu tình bên ngoài Stamford Bridge trước trận đấu của Chelsea gặp Brighton & Hove Albion và xe buýt của cả hai câu lạc bộ đã bị chặn không cho vào sân vận động. Ngay sau đó, những người hâm mộ đã tập trung nhận được thông báo rằng Chelsea sẽ rút khỏi Super League, dẫn đến một màn ăn mừng bùng nổ.